# 沼田氏 (若狭国)
沼田氏（ぬまたし/ぬまたうじ）は、室町時代から戦国時代にかけて活動した武家・国人。代々室町幕府の奉公衆を務めた。

## 概要
上野国利根郡沼田の沼田氏と同族で、鎌倉時代に若狭国に移り住んだという。康正2年（1456年）の「造内裏段銭并国役引付」では沼田弥三郎が若狭国遠敷郡瓜生荘の段銭を納入している。「政所賦銘引付」によると、文明8年（1474年）に瓜生荘下司として沼田弥太郎光延がみえ、下司として在地にあった。また同書によると徳治年間（1306年〜1307年）からの相伝として七条坊門壬生東北角地に知行地をもっていたという。「東山殿時代大名外様附」には足利義政の奉公衆の二番衆として沼田上野介が見える。永正18年（1521年）の「永正十八年二番衆交名」には足利義晴の奉公衆として沼田上野介光延、沼田弥太郎、沼田弥五郎が見える。『永禄六年諸役人附』の前半部分（足利義輝期）には外様詰衆として沼田弥七郎統兼が、同書の後半部分（足利義昭期）にも外様詰衆として沼田勘解由左衛門尉清延と沼田徳松が見える。清延は熊川城を築城した。永禄12年（1569年）には若狭武田氏被官の松宮玄蕃清長と清延が争い、勘解由が細川忠興を頼り近江国に敗走すると清長は清延が支配した遠敷郡新道・河内・熊川を領有するようになった。
一族の沼田上野介光兼は娘の沼田麝香を細川藤孝に嫁がせ、子の沼田祐光は津軽氏の家老となった。